# 蓋瑞·麥道克斯
蓋瑞·李·麥道克斯（英語：Garry Lee Maddox，1949年9月1日—），為前美國職棒大聯盟的中外野手，生涯曾效力於巨人與費城人兩隊。
麥道克斯曾連續8年拿下金手套獎，1980年於費城人隊拿下世界大賽冠軍。1986年，他獲得羅伯托·克萊門特獎。他在退休後，成為一名成功的商人，並持續著他的慈善事業。2001年，他入選費城棒球名人牆。

## 職業生涯

### 舊金山巨人
1972年，麥道克斯在3A繳出4成38的誇張打擊率，並敲出14轟與22分打點。4月25日，他成功登上大聯盟。當時巨人準備將他們的傳奇老將外野手威利·梅斯交易到大都會，並讓麥道克斯接下梅斯的位置。1975年5月4日，巨人將麥道克斯交易到費城人，換來一壘手Willie Montañez。費城人也讓麥道克斯和迪克·艾倫輪流擔任球隊先發一壘手。

### 費城費城人
1975年起，麥道克斯連續8年拿下金手套獎。1976年，他迎來了生涯年。整季他的打擊率為3成30，幫助球隊打進睽違26年的季後賽，不過費城人在這年被紅人橫掃淘汰。1978年，麥道克斯在國聯冠軍賽發生關鍵失誤，讓費城人敗給道奇。當時麥道克斯在第4場10局下漏接達斯蒂·貝克的沖天炮飛球，導致後來被Bill Russell打出再見安打。
1980年國家聯盟冠軍賽，麥道克斯在第5場打回勝利打點，幫助費城人打進世界大賽。最後費城人順利打敗皇家，拿下隊史自1915年來的首次世界大賽冠軍。
1983年，費城人再次打進世界大賽，不過這次他們輸給金鶯。而麥道克斯在第一場擊出致勝轟。1985年，麥道克斯的身手急遽下滑。他在1986年僅打了6場比賽就宣布退休。這年他成功獲得羅伯托·克萊門特獎。
麥道克斯生涯打過6次季後賽，5次贏下分區賽，2次拿下聯盟冠軍，並獲得一冠。他不是那種能夠常常開轟的重砲型打者，但他仍擊出337支二壘安打和62支三壘安打。

## 退休之後
麥道克斯曾在費城人做為春訓指導教練，他的兒子小蓋瑞也是一名棒球選手，但從未登上大聯盟。
2005年，麥道克斯和一些人成為了費城狐木賭場的主要投資者。2008年9月，起初提議該在濱海地區遭到大眾反對後，投資者們決定在費城唐人街附近找尋新地點。2010年12月16日，由於賭場未能獲得資金，博彩控制委員會決定吊銷其執照。

## 生涯打擊成績
| 出賽次數 | 打席 | 打數 | 得分 | 安打 | 二安 | 三安 | 全壘打 | 打點 | 盜壘 | 保送 | 三振 | 打擊率 | 上壘率 | 長打率 | OPS  |
| -------- | ---- | ---- | ---- | ---- | ---- | ---- | ------ | ---- | ---- | ---- | ---- | ------ | ------ | ------ | ---- |
| 1749     | 6777 | 6331 | 777  | 1802 | 337  | 62   | 117    | 754  | 248  | 323  | 781  | .285   | .320   | .413   | .733 |

## 外部連結
- 球員資訊和成績在MLB，ESPN，Baseball-Reference，Fangraphs（英文）
- 蓋瑞·麥道克斯在台灣棒球維基館上的頁面（繁體中文）